# Chiesa di San Giovanni Battista (Inglesham)
La chiesa di San Giovanni Battista (in inglese Church of St John the Baptist) è la chiesa anglicana dismessa che si trova a Inglesham, villaggio e parrocchia civile della contea del Wiltshire nel Sud Ovest dell'Inghilterra, Regno Unito. Il luogo di culto risale al XIII secolo, rientrava nella diocesi di Bristol ed è considerato monumento classificato di prima categoria per il suo particolare interesse storico e architettonico.

## Storia

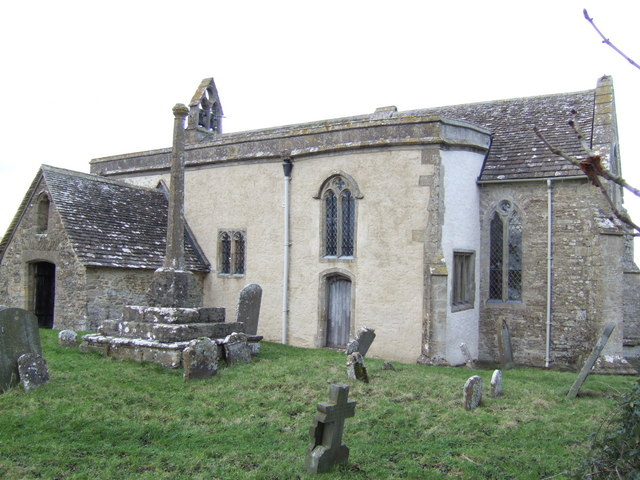
Chiesa di San Giovanni Battista col cimitero della comunità

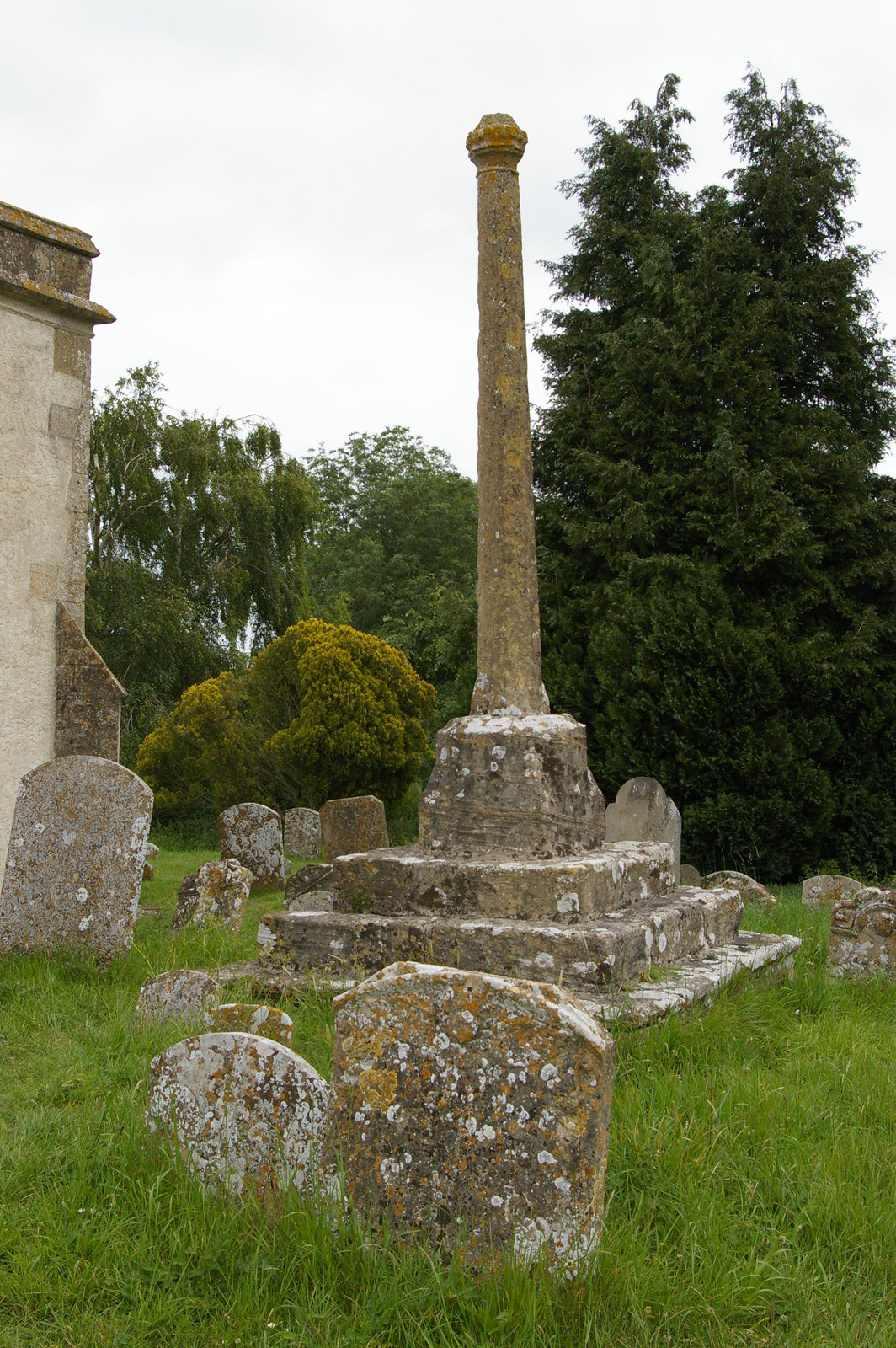
Monumento nel cimitero della chiesa

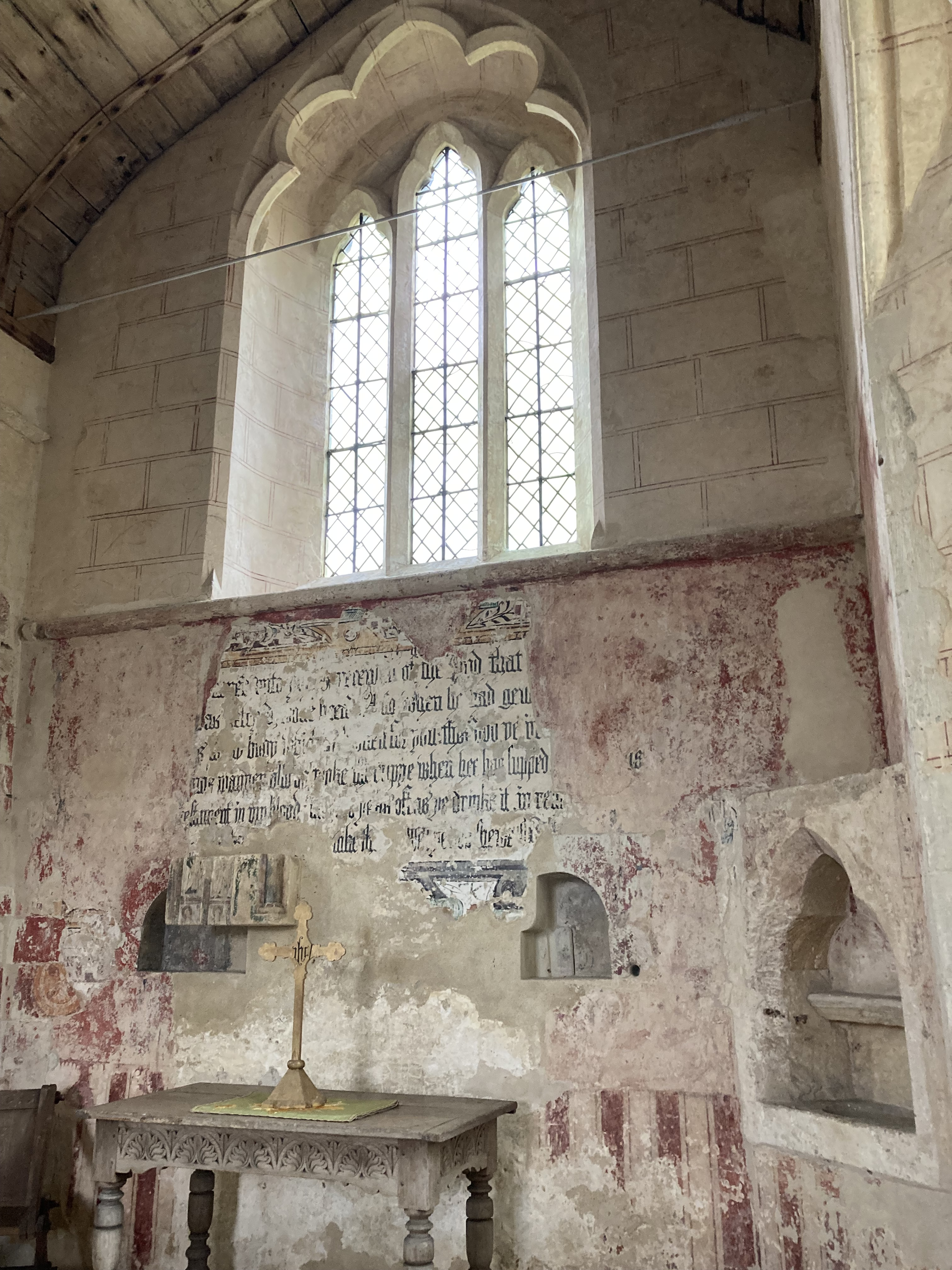
Particolare di una parete interna con affreschi sovrapposti

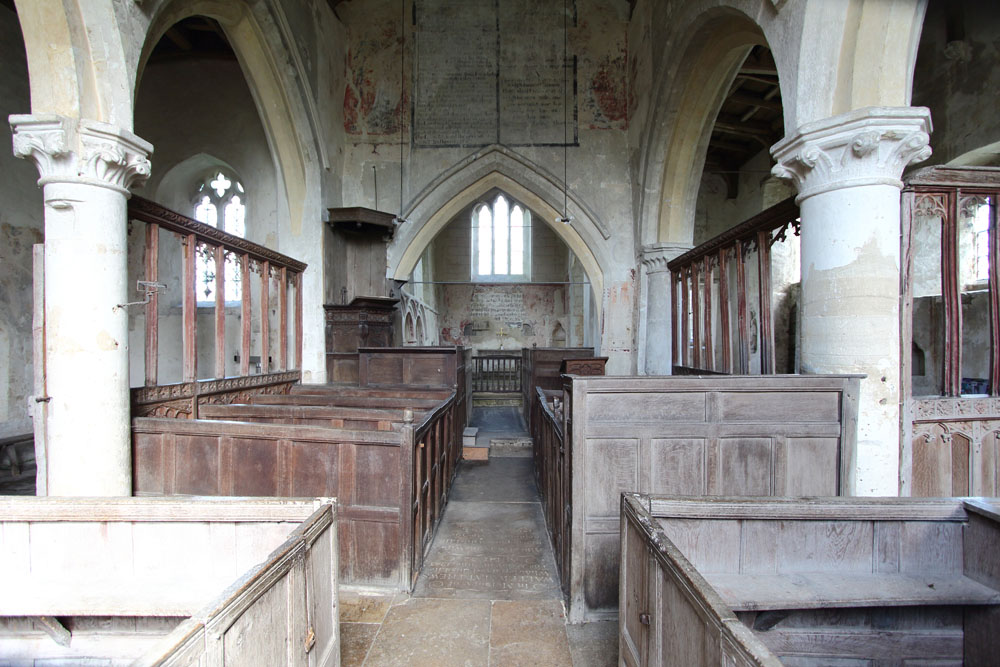
Interno della sala

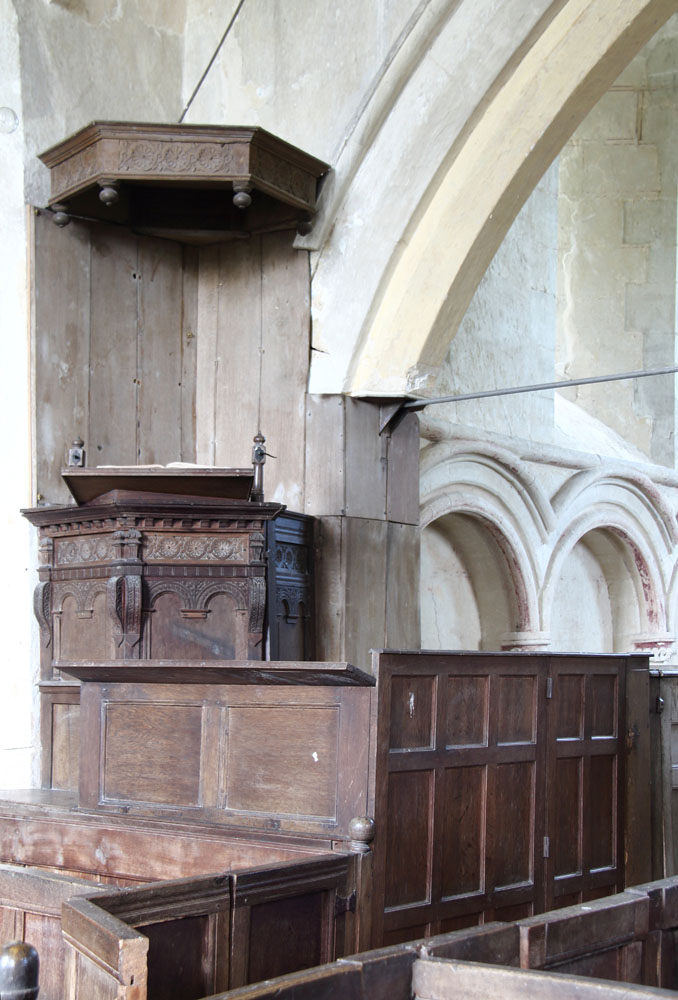
Pulpito

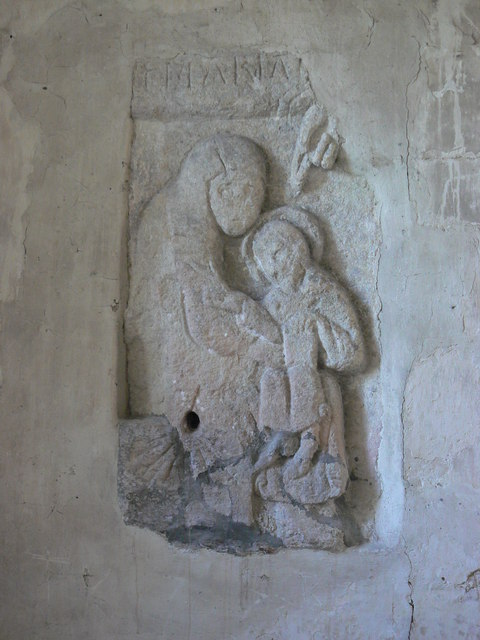
Scultura sassone in pietra raffigurante la Madonna col Bambino

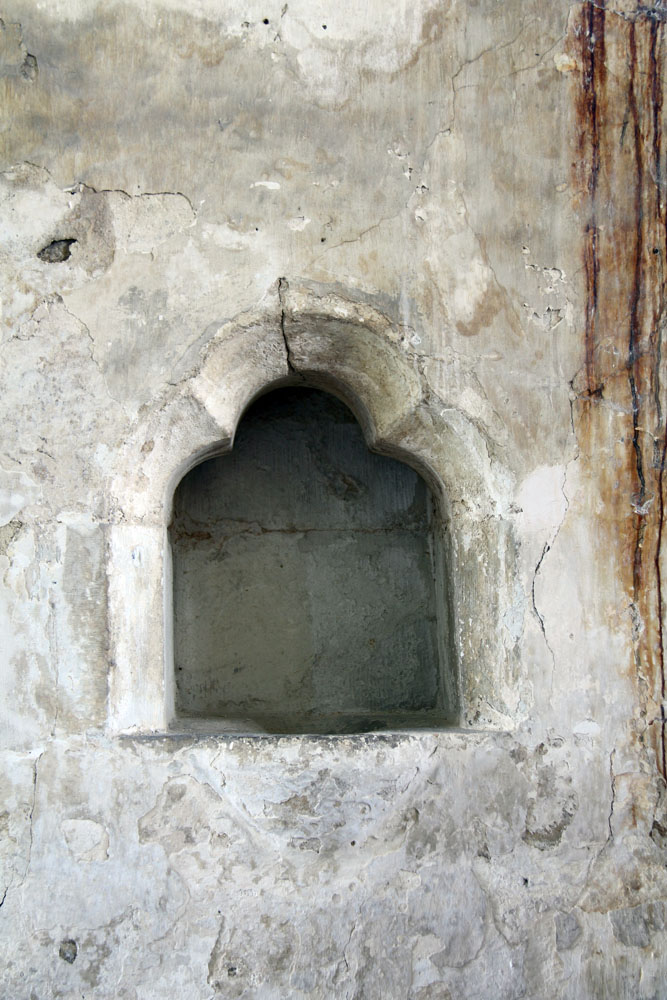
Acquasantiera incastonata nella parete

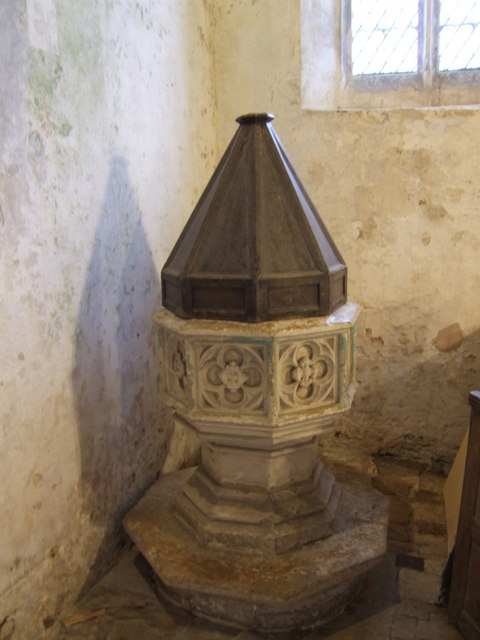
Fonte battesimale

Il primo luogo di culto sul sito venne edificato nel XIII secolo e nel 1355, il maniero e la chiesa di Inglesham furono concessi a un ospedale di Leicester. Negli anni ottanta del XIX secolo fu realizzato un importante restauro della chiesa affidato all'architetto William Morris, che viveva nella vicina Kelmscott. Con la sua supervisione il restauro fu attento a mantenere la sua originale identità medievale per salvare l'edificio senza apportare modifiche inopportune. Questo richiese un sostegno e una campagna di raccolta fondi da parte della Society for the Protection of Ancient Buildings. Al progetto collaborarono J. T. Micklethwaite tra il 1888 e il 1889 e Oswald Birchall che intraprese un'indagine preparatoria. Un nuovo restauro venne realizzato da Percival Hartland Thomas nel 1933 per sostituire i resti del dossale del 1330 circa nel presbiterio. Dal 1980 la chiesa è stata sconsacrata.

## Descrizione
L'English Heritage ha inserito dal 26 gennaio 1955 la chiesa di San Giovanni Battista a Inglesham tra gli edifici storici come monumento classificato di prima categoria col numero 1023391. La chiesa apparteneva alla diocesi di Bristol.

### Esterni
La chiesa parrocchiale anglicana di San Giovanni Battista si trova in posizione elevata nell'abitato del villaggio di Inglesham nel Sud Ovest dell'Inghilterra, Regno Unito.  Si tratta di una chiesa di campagna molto piccola e suggestiva. Il nucleo sassone originale venne ampliato probabilmente in concomitanza con la rifondazione del 1205 e con i successivi lavori del XIII secolo. La pianta della chiesa comprende la navata unica con portico meridionale, il campanile a vela occidentale e il presbiterio a navata unica parzialmente fiancheggiato sul lato sud da una cappella. L'edificio è costruito in pietrisco intonacato con parapetto e sgorbie. Tetto in ardesia con pPiccoli contrafforti diagonali. Sulla copertura del tetto restano tracce del campanile del presbiterio. Il campanile a doppia cella campanaria risale alla metà o alla fine del XIII secolo con finestre trilobate a punta e cerchio, non diverse dalle finestre meridionali dell'estremità orientale e dalla tripla finestra orientale. Sulla navata meridionale si apre una grande finestra a bifora in stile gotico inglese a testa quadrata. La porta nord è anch'essa del XV secolo, sebbene un po' precedente, con completamento a forma trilobata arrotondata. Il profondo portico sud forse è del XVI secolo, con nicchia con lamine sopra l'ingresso. La porta sud mostra modanatura a rullo e imposte a cinghia ed è probabilmente sassone o tardo XI secolo. Il sagrato è ricco di lapidi, diverse con cherubini scolpiti del XVII e XVIII secolo. Diverse tombe a cassa, per lo più a sud e a est.

### Interni
Gli interni sono particolarmente importanti e conservano il nucleo sassone dal quale poi si espanse probabilmente dal XIII secolo il resto della struttura. Nella sala si conserva un'importante serie di dipinti a muro, i più antichi risalenti al XIII secolo sino ad arrivare al XIX secolo. Spesso questi affreschi sono sovrapposti l'uno all'altro, in alcuni punti fino a sette strati di spessore. Sebbene non sia sempre facile decifrare i soggetti, si possono riconoscere figure di angeli risalenti al XV secolo sopra l'arco del presbiterio. Sulla parete est della navata nord si conserva una tomba del primo periodo del XIV secolo e diversi testi dipinti del XIX secolo, oltre a un motivo in muratura del XIII secolo che occupa parte del presbiterio. Nella parete sud è incastonato un mportantissimo rilievo in pietra tardo sassone raffigurante la Madonna col Bambino nel muro della cappella sud. Le finiture in legno dei soffitti, i paraventi del XV secolo, il pulpito e i banchi a cassetta del XVII e XVIII secolo sono tutti originali della chiesa, e la loro disposizione è ancora pressoché identica a quella originale. Vi sono alte arcate con capitelli a tromba con rigide foglie. Il fFonte battesimale è del XV secolo. Nel presbiterio vi sono sedili a tre campate, un'aula magna, un'acquasantiera in nicchia trilobata e parte del retablo. Anche le balaustre a tavolo per la comunione sono del XVII secolo. La porta nord medievale mostra lunghi cardini a cinghia. Nel presbiterio si conserva la lastra in marmo di Tournai raffigurante un cavaliere del 1300 circa, priva di ottone. Il soffitto del presbiterio è a telaio singolo con tiranti, forse del XIII secolo. Il soffitto della navata è con pilastri a croce e controventi di epoca tardo-medievale.